# José Carrión y Marfil
José Carrión y Marfil (* Estepona (Málaga), 1747 - † Noalejo (Jaén), 1827) fue un clérigo español que ocupó altos cargos eclesiásticos, en los virreinatos de Nueva España, Nueva Granada y del Perú. Luego de ejercer los cargos  episcopales de Cuenca y Trujillo, retornó a España donde dirigió la Abadía de Alcalá la Real, hasta los últimos días de su existencia.

## Biografía
Sus padres fueron José Carrión e Isabel Marfil. Fue primo del jurista Juan José de Villalengua y Marfil, presidente de la Real Audiencia de Quito. 
Realizó estudios de jurisprudencia en la Universidad de Alcalá de Henares, donde se graduó de Doctor y luego ejerció la abogacía en Sevilla. Se dedicó por un tiempo a la milicia, pero finalmente, optó por la carrera eclesiástica, recibiendo las sagradas órdenes en 1773.

## Episcopado

### Obispo Auxiliar de Santa Fe de Bogotá
Pasó a América junto a monseñor Antonio Caballero y Góngora nombrado obispo de Yucatán; Carrión fue designado provisor y vicario general del mencionado obispado (1776). Siguió a su protector cuando fue nombrado arzobispo de Bogotá, donde ejerció un cargo similar al anterior (1778) y luego se encargó del gobierno eclesiástico, habiendo recibido la dignidad de obispo titular de Caristo y obispo auxiliar de Santa Fe de Bogotá (1784). 

### Obispo de Cuenca
Fue consagrado al año siguiente en Cartagena de Indias, pero una vez creada la diócesis de Cuenca fue elegido para dicha dignidad (1786), pasando a ocuparla recién a fines de 1787. Pronto sin embargo, entró en conflicto con el gobernador José Antonio Vallejo y Tacón, por su afán de controlar la moral y exigir mayor disciplina a los miembros del clero, quienes acudían a la autoridad civil o al mismo Rey.

### Obispo de Trujillo
El Consejo de Indias decidió trasladarlo y luego fue elegido para la vacante diócesis de Trujillo (1798), donde al igual que en Cuenca se vio involucrado en conflictos con otras autoridades por su fuertes convicciones realistas y anticriollas, en particular con el rector del seminario Blas de Ostolaza, el cual se vio obligado a renunciar, y con los franciscanos sobre la posesión de las parroquias de Eten y Hualgayoc.
Debido a su postura absolutista y fidelista, recibió de Fernando VII la gran cruz de la Orden de Isabel la Católica (1819), pero ante la llegada de la Expedición Libertadora de San Martín, el intendente José Bernardo de Tagle convocó a un Cabildo Abierto que se inclinó por la independencia, motivo por el cual el Obispo dispuso un donativo de 4000 pesos en favor de la causa del Rey e incluso envió subrepticiamente las joyas de su iglesia hacia Cajamarca para evitar sean tomadas por los patriotas. Capturado y despojado de su menaje, fue embarcado en Huanchaco hacia el sur. Desembarcó en Chancay y posteriormente se entrevistó con el general San Martín, el cual le permitió alojarse en el Palacio Arzobispal de Lima, pero ante su negativa de aceptar la independencia fue apresado y enviado al Callao, donde embarcó hacia España (1821).

### Fallecimiento
Desde 1824, se encargó de la dirección de la Abadía de Alcalá la Real, donde se le aceptó la renuncia al obispado de Trujillo (1825) y falleció en el transcurso de una visita a su jurisdicción. Sus restos mortales descansan en la Iglesia mayor abacial de Alcalá la Real.